# Candelaria (Atlántico)
Candelaria – miasto w Kolumbii, w departamencie Atlántico.